# Мартиндейл, Джон Роберт
Джон Роберт Мартиндейл (англ. John Robert Martindale; род. 1935) — британский историк, антиковед, медиевист, византинист, просопограф, специализирующийся на позднеримской и ранневизантийской истории. Наиболее известен как соавтор организованного Арнольдом Джонсом труда «Просопография поздней Римской империи».

## Биография
Родился в 1935 году. Получил образование в Брасенос-колледже, Оксфорд, где в 1958 году окончил бакалавриат гуманитарных наук, позже стал магистром, а в 1961 году — степень бакалавра литературы. В 1961 году защитил диссертацию под руководством профессора древней истории Кембриджского университета Арнольда Джонса. Джонс предложил ему поучаствовать в его проекте по просопографии поздней Римской империи. Мартиндейл согласился принять участие в работе, первоначальный вариант которой задумал Теодор Моммзен, и стал работать ассистентом Джонса в том же году.
После окончания Оксфорда в 1961 году Мартиндейл перешёл в Колледж Иисуса, Кембридж, где до 1971 года работал в качестве старшего преподавателя классики. Джонс отметил в 1964 году, что Мартиндейл к тому времени уже проверил все даты и ссылки в Кодексе Феодосия, Кодексе Юстиниана и Новеллах Феодосия II, «достижение, которое, несомненно, могло бы претендовать на тринадцатый подвиг Геракла». После смерти профессора Джонса в 1970 году Джон всё больше концентрировался на руководстве проектами по просопографии, которые финансировались Британской академией. Большая часть работы Мартиндейла в 1970-х и 1980-х годах была связана со вторым и третьим томами «Просопографии поздней римской империи». В дальнейшем же он работал над просопографией общевизантийской и средневизантийской истории.

## Труды
- Jones A. H. M. Prosopography of the Later Roman Empire (англ.) / A. H. M. Jones, J. R. Martindale, J. Morris. —  [2001 reprint]. — Cambridge: Cambridge University Press, 1971. — Vol. I: A.D. 260–395. — ISBN 0-521-07233-6.
- Martindale J. R. Prosopography of the Later Roman Empire (англ.) / A. M. Jones, J. R. Martindale. —  [2001 reprint]. — Cambridge: Cambridge University Press, 1980. — Vol. II: A.D. 395–527. — ISBN 0-521-20159-4.
- Martindale J. R. Prosopography of the Later Roman Empire (англ.). —  [2001 reprint]. — Cambridge: Cambridge University Press, 1992. — Vol. III (a): A.D. 527–641. — ISBN 0-521-20160-8.
- Martindale J. R. Prosopography of the Later Roman Empire (англ.). —  [2001 reprint]. — Cambridge: Cambridge University Press, 1992. — Vol. III (b): A.D. 527–641. — ISBN 0-521-20160-8.
- Lilie, Ralph-Johannes; Ludwig, Claudia; Pratsch, Thomas; Zielke, Beate; Brandes, Wolfram; Martindale, J. R.; Bichlmeier, Harald (1998-2013). Prosopographie der mittelbyzantinischen Zeit[англ.] (нем.). Berlin und Boston: De Gruyter.{{cite encyclopedia}}:  Википедия:Обслуживание CS1 (формат даты) (ссылка)
- Martindale J. R. Prosopography of the Byzantine Empire (англ.). — Aldershot, Hampshire ; Burlington, Vt: Ashgate, 2001. — ISBN 07-546-0613-9.